# أندرو تايلور (دراج على المضمار)
أندرو تايلور (بالإنجليزية: Andrew Taylor)‏ هو دراج على المضمار أسترالي، ولد في 24 يوليو 1985 في دوبو في أستراليا.

## وصلات خارجية
- أندرو تايلور على موقع أرشيف الدراجات (الإنجليزية)